# Гучэн (Лицзян)
Гучэ́н (кит. упр. 古城, пиньинь Gǔchéng, буквально: «старый город») — район городского подчинения городского округа Лицзян провинции Юньнань (КНР).

## История
После завоевания Дали монголами и вхождения этих мест в состав империи Юань была создана административная единица Лицзянский регион (丽江路). После завоевания провинции Юньнань войсками империи Мин «регионы» были переименованы в «управы», и поэтому в 1382 году Лицзянский регион стал Лицзянской управой (丽江府). Однако затем управа была упразднена, а местные народы стали управляться местными правителями из семейства Му (木氏), признававших сюзеренитет империи Мин, а впоследствии — империи Цин. Во времена империи Цин в XVIII веке был взят курс на интеграцию национальных меньшинств в общеимперские структуры, и в 1723 году Лицзянская управа была создана вновь, а местные вожди были лишены реальной власти; для администрирования территории в месте нахождения властей управы был создан уезд Лицзян (丽江县). После Синьхайской революции в Китае была проведена реформа структуры административного деления, в ходе которой управы были упразднены.
С 1942 по 1949 годы здесь проживал русский путешественник Пётр Гулларт, который подробно описал местную жизнь и нравы в автобиографической повести «Забытое королевство».
После вхождения провинции Юньнань в состав КНР в 1950 году был образован Специальный район Лицзян (丽江专区), и уезд вошёл в его состав.
В 1964 году уезд Лицзян был преобразован в Лицзян-Насиский автономный уезд (丽江纳西族自治县).
В 1970 году Специальный район Лицзян был переименован в Округ Лицзян (丽江地区).
В феврале 1986 года Госсовет КНР включил посёлок Даянь в общенациональный список мест, знаменитых в культурном и историческом плане.
4 декабря 1997 года посёлок Даянь, входящая в него в административном отношении деревня Шухэ, а также волость Байша были включены в Список всемирного наследия ЮНЕСКО как Лицзянский старый город.
Постановлением Госсовета КНР от 26 декабря 2002 года были расформированы округ Лицзян и Лицзян-Насиский автономный уезд, а вместо них образован городской округ Лицзян; на территории бывшего Лицзян-Насиского автономного уезда были созданы район Гучэн и Юйлун-Насиский автономный уезд (посёлок Даянь при этом оказался в составе района Гучэн, а волость Байша — в составе Юйлун-Насиского автономного уезда).
В 2003 году был расформирован посёлок Даянь, а на его месте были созданы уличные комитеты Шухэ, Сиань, Даянь и Сянхэ.

## Административное деление
Район делится на 7 уличных комитетов, 2 посёлка, 1 волость и 1 национальную волость.